# St. Pauli Bekehrung (Lövenich)

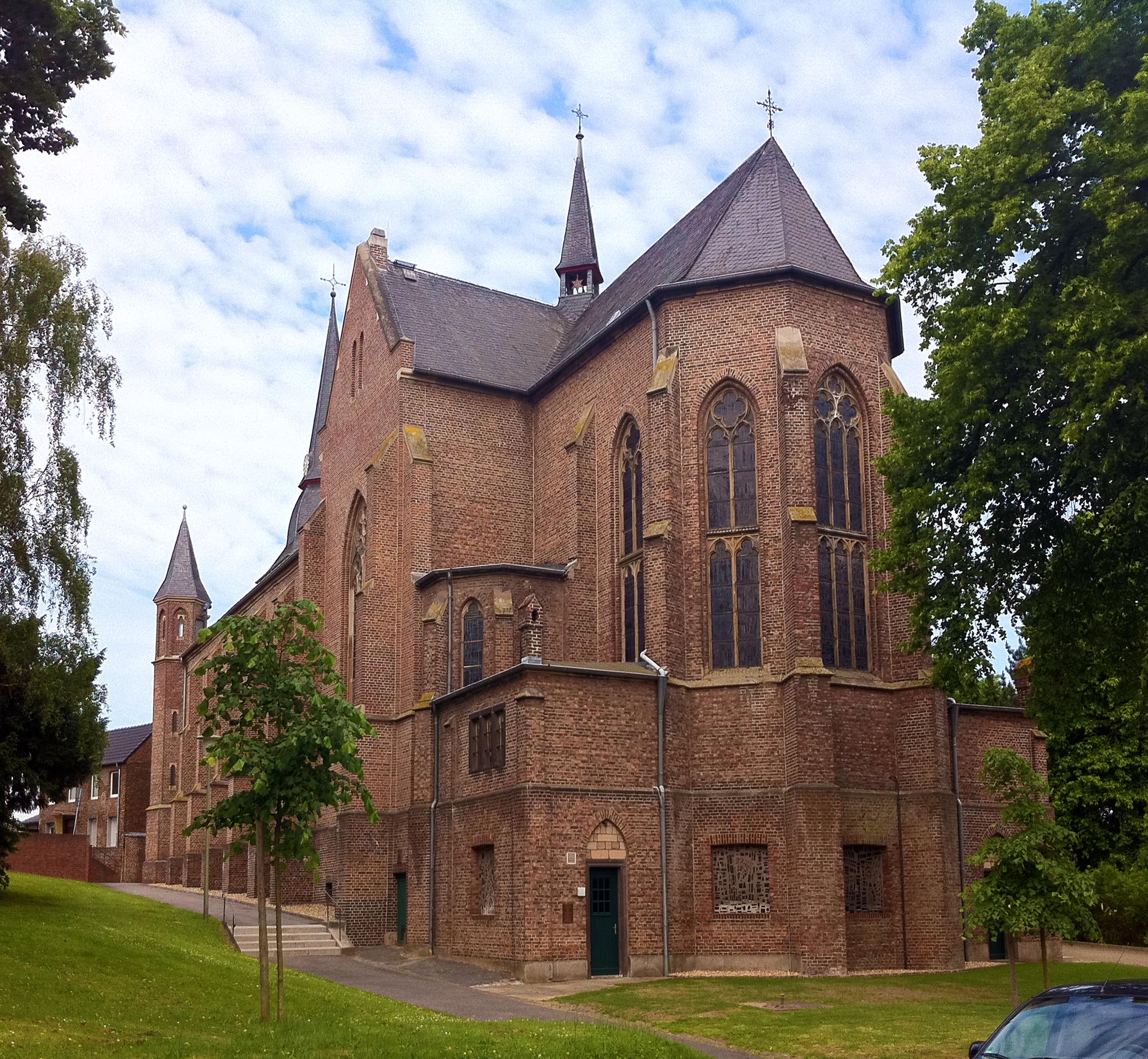
St. Pauli Bekehrung

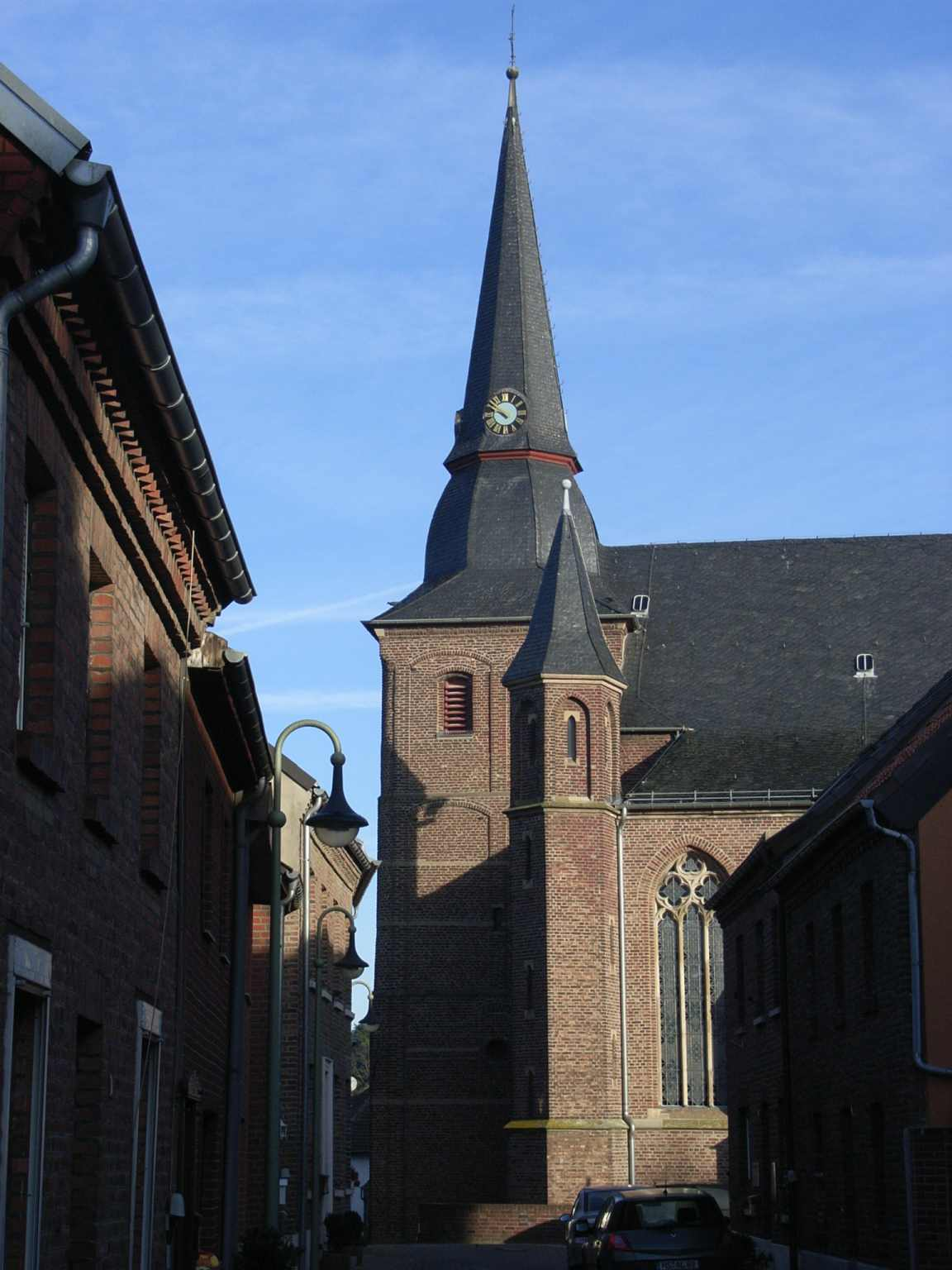
Glockenturm

Die Kirche St. Pauli Bekehrung ist die römisch-katholische Filialkirche des Ortsteils Lövenich der Stadt Erkelenz im Kreis Heinsberg (Nordrhein-Westfalen).
Die Kirche ist unter Nummer 48 in die Liste der Baudenkmäler in Erkelenz eingetragen.

## Geschichte
Eine Kirche in Lövenich existierte vermutlich bereits um das Jahr 1000. Von diesem Bauwerk ist weiter nichts bekannt.
Um das Jahr 1480 wurde eine dreischiffige Hallenkirche im Baustil der Gotik errichtet. Die Kirche ist aus Backstein erbaut und mit einem Schieferdach gedeckt. Im Jahr 1777 wurde an das Kirchenschiff der noch heute erhaltene dreigeschossige, barocke Glockenturm angebaut.
Aufgrund der anwachsenden Bevölkerungszahl wurde die alte gotische Kirche zu klein und es wurde ein Neubau geplant. Vor 1868 wurde die alte Kirche bis auf den Kirchturm abgerissen. In den Jahren 1868 und 1869 wurde eine neue, dreischiffige Hallenkirche mit einem dreiseitig geschlossenen Chor im Baustil der Neugotik an den Glockenturm angebaut. Die Pläne zum Bau stammen vom Architekten Friedrich von Schmidt. Unter dem Chor befindet sich eine Krypta. Am 22. Oktober 1874 wurde das Gotteshaus schließlich eingeweiht.
Seit 2010 ist Lövenich keine eigenständige Pfarrgemeinde mehr. Sie wurde mit einigen anderen ehemaligen Pfarreien zur Pfarre St. Maria und Elisabeth Erkelenz fusioniert. Diese fusionierte wiederum 2015 mit der Pfarre St. Lambertus Erkelenz zur neuen Großpfarre Christkönig Erkelenz.

## Ausstattung
Im Innern der Kirche hat sich nahezu die komplette, neogotische Ausstattung aus der Erbauungszeit erhalten. Besonders hervorzuheben ist dabei die ornamentale Ausmalung des gesamten Kirchenraums. Auch erwähnenswert ist der Kreuzweg, der vermutlich mit Ölfarben gemalt wurde. Des Weiteren befinden sich einige farbig gefasste Heiligenfiguren im Innenraum, eine reich geschnitzte Kanzel, eine Kreuzigungsgruppe, ein Hochaltar und die Kirchenbänke.
In der Krypta befindet sich eine Grabplatte des Ritters Arnold von Harff, die aus der Vorgängerkirche übernommen wurde. Dass Arnold von Harff auch hier bestattet worden ist, konnte bisher nicht nachgewiesen werden.
Die Fenster schuf Wilhelm Buschulte in den 1960er und 1990er Jahren.
Die Orgel wurde 1876 von Christian Wendt erbaut und mit 26 Registern 1995 grundlegend restauriert.

## Glocken
| Nr. | Name     | Durchmesser (mm) | Masse (kg, ca.) | Schlagton (HT-1/16) | Gießer                                                      | Gussjahr        |
| 1   | Christus | 1.230            | 1.170           | e' +5               | Johann van Trier                                            | 1596            |
| 2   | Maria    | 1.087            | 780             | fis' -5             | Jan van Alfter?                                             | 14. Jahrhundert |
| 3   | Paulus   | 910              | 473             | a' +-0              | Hans August Mark, Eifeler Glockengießerei Mark, Brockscheid | 1996            |
| 4   | Josef    | 820              | 352             | h' +-0              | Hans August Mark, Eifeler Glockengießerei Mark, Brockscheid | 1997            |

Motiv: Christ ist erstanden

## Pfarrer
Folgende Priester wirkten bis zur Auflösung der Pfarre 2010 als Pfarrer an St. Pauli Bekehrung:
- 1930–1955: Karl Kivelip
- 1955–1960: Josef Retz
- 1960–1983: Jakob Blum
- 1984–1991: Matthias Horst Schaffrath
- 1991–1993: Vakant
- 1993–2004: Alois Hüring
- 2004–2010: Franz Josef Semrau